# Adam Kowalski (Eishockeyspieler)
Adam Kowalski (* 19. Dezember 1912 in Stanislau, Galizien, Österreich-Ungarn; † 9. Dezember 1971 in Krakau) war ein polnischer Sportler.

## Karriere
Adam Kowalski verbrachte seine komplette Vereinskarriere als Eishockeyspieler zwischen 1928 und 1951 beim KS Cracovia, mit dem er in den Jahren 1937, 1946 und 1949 jeweils den polnischen Meistertitel gewann. Er war auch erfolgreich in den Sportarten Basketball, Handball und Wasserball. Während des Zweiten Weltkriegs befand er sich in deutscher Kriegsgefangenschaft im Offizierslager II C in Woldenberg.

### International

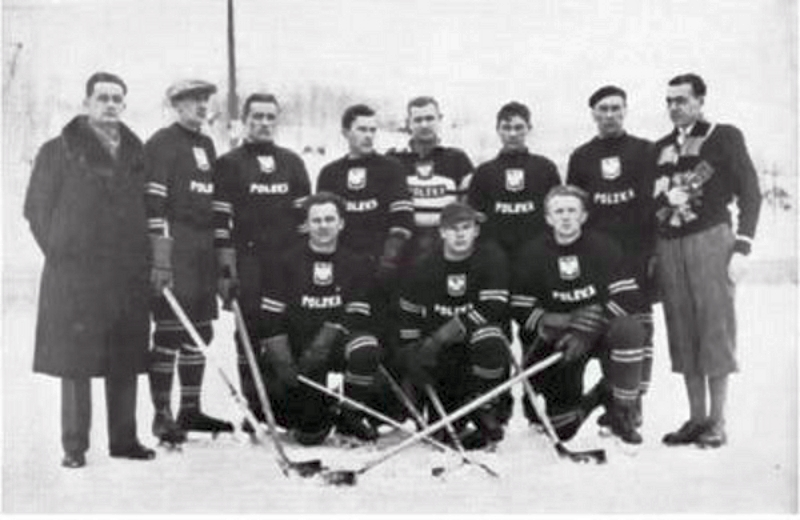
Die polnische Eishockeynationalmannschaft bei den Olympischen Winterspielen 1932

Für die polnische Eishockeynationalmannschaft nahm Kowalski an den Olympischen Winterspielen 1932 in Lake Placid, 1936 in Garmisch-Partenkirchen und 1948 in St. Moritz teil. Zudem stand er im Aufgebot seines Landes bei den Weltmeisterschaften 1935, 1937, 1938 und 1939. Insgesamt absolvierte er 53 Länderspiele für Polen von 1932 bis 1948, in denen er 22 Tore erzielte.

## Erfolge und Auszeichnungen

### Eishockey
- 1937 Polnischer Meister mit KS Cracovia
- 1946 Polnischer Meister mit KS Cracovia
- 1949 Polnischer Meister mit KS Cracovia

### Handball
- 1933 Polnischer Meister mit KS Cracovia